# Chleny
Chleny (deutsch Chlenn) ist eine Gemeinde in Tschechien. Sie liegt zehn Kilometer südwestlich von Rychnov nad Kněžnou und gehört zum Okres Rychnov nad Kněžnou.

## Geographie

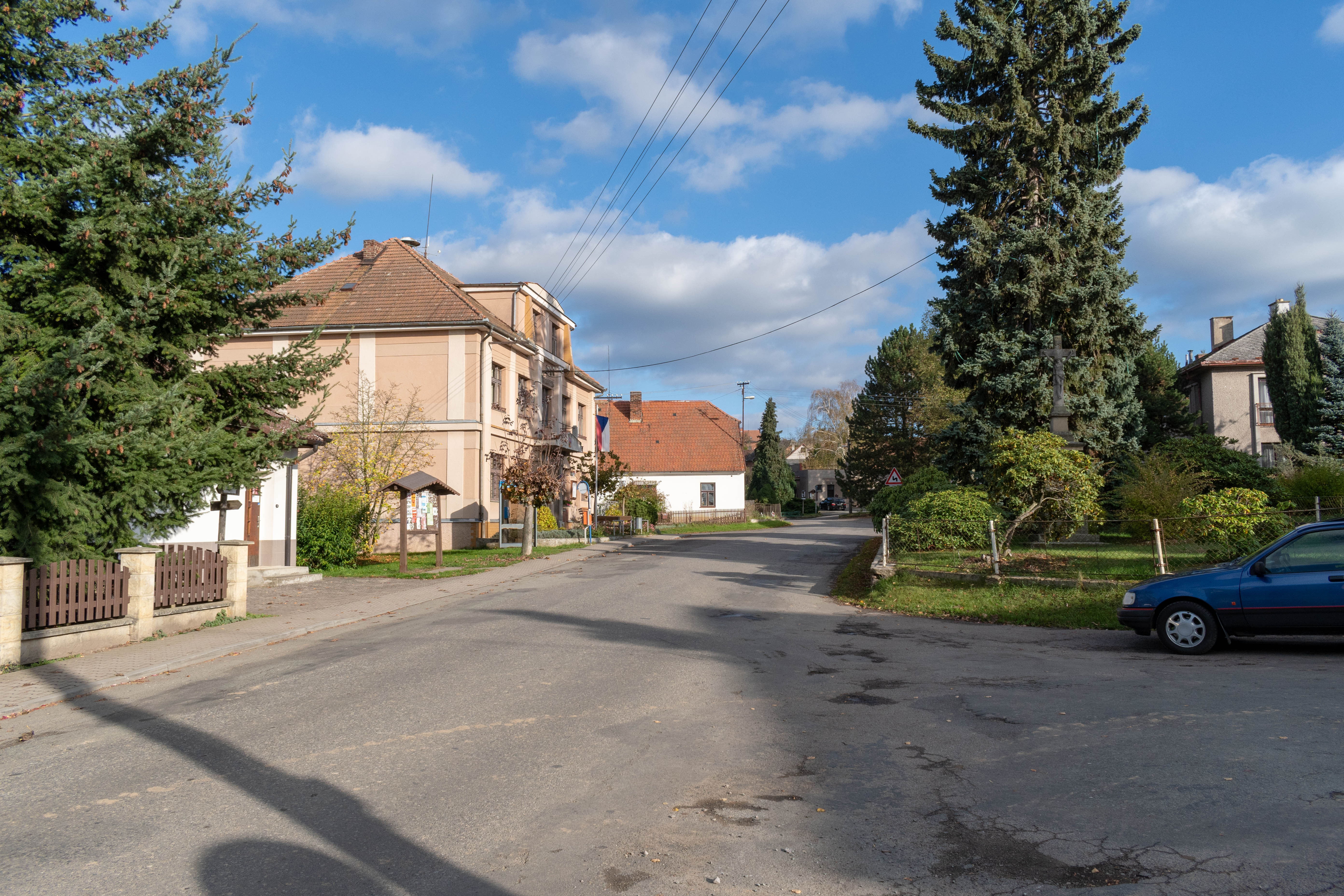
Dorfplatz in Chleny

Der Ort befindet sich in der Talmulde des Baches Chlenský potok im Norden der Chotzener Tafel (Choceňská tabule) zwischen den Tälern der Wilden Adler und des Brodec. Westlich führt die Staatsstraße 316 von Kostelec nad Orlicí nach Choceň vorbei.
Nachbarorte sind Chlínky, Vrbice und Draha im Norden, Potštejn und Nové Litice im Osten, Velká Lhota im Südosten, Borovnice im Süden, Přestavlky im Südwesten, Krchleby im Westen sowie Svídnice im Nordwesten.

## Geschichte

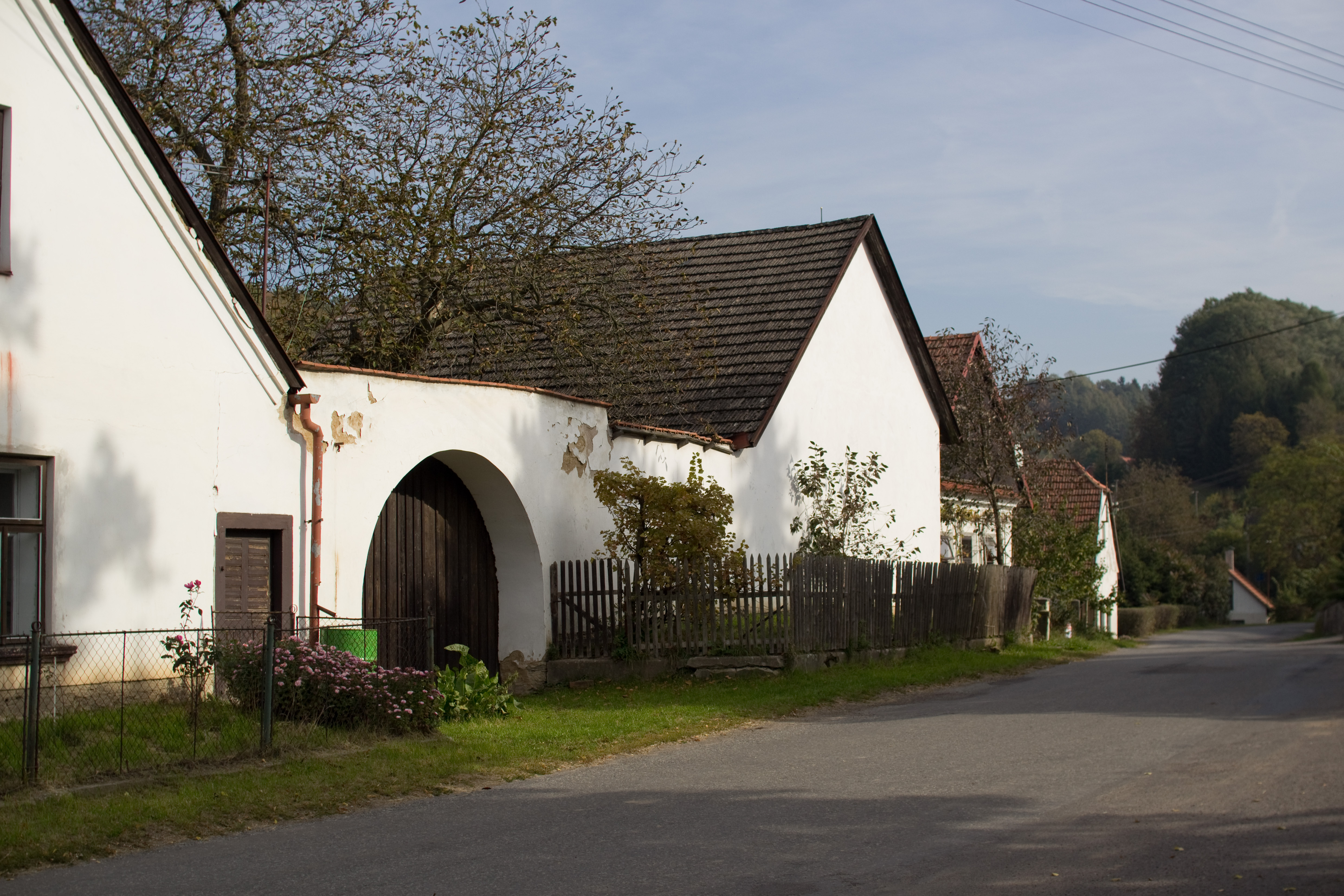
Hof in Chleny

Chleny entstand wahrscheinlich im 13. Jahrhundert; erstmals urkundlich belegt wurde das Dorf im Jahre 1348. 1384 entstand an Stelle einer Kapelle aus der Gründungszeit des Ortes ein fester Kirchenbau. Chleny war ursprünglich Teil der Herrschaft Litice, kam dann aber 1397 zu Chotzen, ab 1411 zu Pottenstein und ab 1558 zu Adlerkosteletz. Zeitweilig gehörte ein Teil des Dorfes Johanka Sendražická von Chleny. Nach 1650 verliert sich die Spur der Sendražický von Chleny.
Im Jahre 1755 erfolgte ein Umbau der gotischen Kirche und 1795 der Anbau des Glockenturmes. Die Bewohner lebten von der Landwirtschaft; Chleny war eines der ärmsten Dörfer der Herrschaft. Nach der Aufhebung der Patrimonialherrschaften wurde Chleny 1848 zur selbstständigen Gemeinde. 1868 gründete sich ein Laienspieltheater und 1880 die Freiwillige Feuerwehr. 1893 musste das Wahrzeichen des Ortes – eine über 500-jährige Linde am Dorfteich – gefällt werden. Im Jahre 1910 lebten in dem Dorf 510 Einwohner, seither ist die Zahl rückläufig.
Im Zweiten Weltkrieg blieb Chleny von jeglichen Truppen verschont.
Im Jahre 1960 erfolgte die Eingemeindung von Vrbice, die nach der Samtenen Revolution 1990 wieder rückgängig gemacht wurde.
Seit 1976 ist die Gemeinde jährlich Ausrichter eines Versehrten-Volleyballturniers, an dem regelmäßig die Paralympics-Mannschaften Tschechiens und der Slowakei teilnehmen. Ein weiterer Höhepunkt ist das Sommerfest mit Rockkonzerten, bei denen auch die örtliche Band 10 Očí erfolgreich auftritt.

## Gemeindegliederung
Für die Gemeinde Chleny sind keine Ortsteile ausgewiesen.

## Sehenswürdigkeiten
- Kirche St. Apollinus, erbaut 1384, 1755 umgebaut und um ein Hauptschiff erweitert, Kirchturm von 1795
- Kaiser Franz Joseph-Linden an der Kirche, 1879 anlässlich der Silberhochzeit des Monarchen gepflanzt